# Farnajom
Farnajom, Parnajom o Parnajob —ფარნაჯომი, ფარნაჯობი en georgià— fou un rei d'Ibèria que va governar vers 112-93 aC (segons les cròniques) o 109-90 aC (segons Cyril Toumanoff). Va succeir al seu pare Mirian I quan aquest va morir. De la seva vida no es diu gaire cosa. Va afegir una nova deïtat al panteó local, el deu Zaden, i va construir una gran fortalesa per allotjar el seu ídol. La seva política de portar elements religiosos de fora va provocar una revolta; les cròniques descriuen una gran batalla entre el rei i els seus nobles en què Farnajon va ser derrotat i mort vers el 90 aC. Llavors els rebels van portar al tron al seu cunyat, Artxak o Artàxies I, que era fill del rei d'Armènia, que havia donat suport a la revolta. El seu fill i hereu, Mirian, va poder fugir a la cort persa i va arribar més tard al tron (vers el 33 o 30 aC)